# Лабико
Лабико (итал. Labico) — коммуна в Италии, располагается в области Лацио, подчиняется административному центру Рим.
Население составляет 4763 человека, плотность населения составляет 339 чел./км². Занимает площадь 11 км². Почтовый индекс — 030. Телефонный код — 06.
Покровителями коммуны почитаются святой апостол Андрей Первозванный и S. Rocco. Праздник ежегодно празднуется 16 августа.

## История
Известный как Луньяно до 1872 года, он получил свое нынешнее название от древнего Лабикума, хотя более вероятно, что современный город был местом расположения Болае, города, который сражался с эквами, а также с Римом примерно в V веке до н. э.